# Svjetsko prvenstvo u rukometu – Island 1995.
Svjetsko prvenstvo u rukometu 1995. održano je 1995. godine na Islandu. 

#### Finale
| 21. svibnja 1995. 15:00 |              |                 |                                                      |
| Francuska               | 23:19 (11:6) | Hrvatska        | Reykjavik Broj gledatelja: 4,900 Sudac: Oie, Hogsens |
| Stoecklin 8             |              | Bilić i Ćavar 5 | Reykjavik Broj gledatelja: 4,900 Sudac: Oie, Hogsens |